# Порт-Едвард
Порт-Едвард (англ. Port Edward) — окружний муніципалітет в Канаді, у провінції Британська Колумбія, у складі регіонального округу Норт-Коаст.

## Населення
За даними перепису 2016 року, окружний муніципалітет нараховував 467 осіб, показавши скорочення на 14,2%, порівняно з 2011-м роком. Середня густина населення становила 2,8 осіб/км².
З офіційних мов обидвома одночасно володіли 20 жителів, тільки англійською — 450. Усього 25 осіб вважали рідною мовою не одну з офіційних, з них 5 — одну з корінних мов.
Працездатне населення становило 67,4% усього населення, рівень безробіття — 6,9% (6,2% серед чоловіків та 7,4% серед жінок). 93,1% осіб були найманими працівниками, а 8,6% — самозайнятими.
Середній дохід на особу становив $39 701 (медіана $27 136), при цьому для чоловіків — $47 564, а для жінок $30 527 (медіани — $38 656 та $21 952 відповідно).
38,8% мешканців мали закінчену шкільну освіту, не мали закінченої шкільної освіти — 27,1%, 34,1% мали післяшкільну освіту, з яких 20,7% мали диплом бакалавра, або вищий, 10 осіб мали вчений ступінь.
| Статево-вікова структура населення | Статево-вікова структура населення | Статево-вікова структура населення | Статево-вікова структура населення | Статево-вікова структура населення |
| ---------------------------------- | ---------------------------------- | ---------------------------------- | ---------------------------------- | ---------------------------------- |
|                                    |                                    |                                    |                                    |                                    |
| Всього                             | Всього                             | 52,1%47,9%                         |                                    |                                    |
| 0 — 14 років                       | 0 — 14 років                       |                                    | 17,6%                              | 17,6%                              |
| 15 — 64 років                      | 15 — 64 років                      |                                    | 68,1%                              | 68,1%                              |
| 65 і більше                        | 65 і більше                        |                                    | 14,3%                              | 14,3%                              |
| 85 і більше                        | 85 і більше                        |                                    | 1,1%                               | 1,1%                               |
| Середній вік (років)               | Середній вік (років)               | 41,241,1                           | 41,1                               | 41,1                               |
| Медіана (років)                    | Медіана (років)                    | 44,342,8                           | 43,5                               | 43,5                               |
| — чоловіки — жінки                 |                                    |                                    |                                    |                                    |

| Походження мешканців:     | Походження мешканців:     | Походження мешканців: | Походження мешканців: | Походження мешканців: |
| ------------------------- | ------------------------- | --------------------- | --------------------- | --------------------- |
| Походження                |                           |                       | осіб                  | %                     |
| Корінні американці        | Корінні американці        |                       | 195                   | 38.24%                |
| Інше північноамериканське | Інше північноамериканське |                       | 170                   | 33.33%                |
| Європейське               | Європейське               |                       | 275                   | 53.92%                |
| британське                | британське                |                       | 205                   | 40.2%                 |
| французьке                | французьке                |                       | 35                    | 6.86%                 |
| українське                | українське                |                       | 30                    | 5.88%                 |
| Азійське                  | Азійське                  |                       | 45                    | 8.82%                 |

| Зайнятість населення за галузями (за класифікацією NOC): | Зайнятість населення за галузями (за класифікацією NOC): | Зайнятість населення за галузями (за класифікацією NOC): | Зайнятість населення за галузями (за класифікацією NOC): | Зайнятість населення за галузями (за класифікацією NOC): |
| -------------------------------------------------------- | -------------------------------------------------------- | -------------------------------------------------------- | -------------------------------------------------------- | -------------------------------------------------------- |
|                                                          |                                                          |                                                          |                                                          |                                                          |
| Управління                                               | Управління                                               |                                                          | 6,8%                                                     | 6,8%                                                     |
| Бізнес, фінанси та адміністрування                       | Бізнес, фінанси та адміністрування                       |                                                          | 22%                                                      | 22%                                                      |
| Природничі та прикладні науки                            | Природничі та прикладні науки                            |                                                          | 3,4%                                                     | 3,4%                                                     |
| Освіта, правозахист, муніципальні та урядові служби      | Освіта, правозахист, муніципальні та урядові служби      |                                                          | 3,4%                                                     | 3,4%                                                     |
| Роздрібна торгівля та послуги                            | Роздрібна торгівля та послуги                            |                                                          | 18,6%                                                    | 18,6%                                                    |
| Гуртова торгівля, транспорт та обладнання                | Гуртова торгівля, транспорт та обладнання                |                                                          | 32,2%                                                    | 32,2%                                                    |
| Виробництво                                              | Виробництво                                              |                                                          | 6,8%                                                     | 6,8%                                                     |

## Клімат
Середня річна температура становить 7°C, середня максимальна – 16,7°C, а середня мінімальна – -2,9°C. Середня річна кількість опадів – 2 534 мм.
| Клімат поселення                              | Клімат поселення | Клімат поселення | Клімат поселення | Клімат поселення | Клімат поселення | Клімат поселення | Клімат поселення | Клімат поселення | Клімат поселення | Клімат поселення | Клімат поселення | Клімат поселення | Клімат поселення |
| Показник                                      | Січ.             | Лют.             | Бер.             | Квіт.            | Трав.            | Черв.            | Лип.             | Серп.            | Вер.             | Жовт.            | Лист.            | Груд.            |                  |
| Середній максимум, °C                         | 4,56             | 5,88             | 7,01             | 9,31             | 12,38            | 15,00            | 15,89            | 16,71            | 14,42            | 10,54            | 6,47             | 4,27             |                  |
| Середня температура, °C                       | 0,84             | 2,15             | 3,30             | 5,59             | 8,65             | 11,29            | 13,12            | 13,94            | 11,65            | 7,79             | 3,71             | 1,50             |                  |
| Середній мінімум, °C                          | −2,9             | −1,56            | −0,42            | 1,87             | 4,92             | 7,57             | 10,37            | 11,18            | 8,90             | 5,02             | 0,93             | −1,26            |                  |
| Норма опадів, мм                              | 264              | 206              | 187              | 175              | 140              | 113              | 103              | 141              | 248              | 366              | 301              | 290              |                  |
| Середньомісячна швидкість вітру, м/с          | 5.78             | 5.52             | 5.16             | 4.85             | 4.38             | 4.09             | 3.67             | 3.62             | 3.97             | 4.94             | 5.50             | 5.87             |                  |
| Середньомісячна сонячна радіація, кДж/м²·день | 2084             | 4451             | 8644             | 13770            | 17421            | 18466            | 17316            | 14770            | 10074            | 5331             | 2649             | 1578             |                  |
| --------------------------------------------- | ---------------- | ---------------- | ---------------- | ---------------- | ---------------- | ---------------- | ---------------- | ---------------- | ---------------- | ---------------- | ---------------- | ---------------- | ---------------- |
| Джерело:                                      |                  |                  |                  |                  |                  |                  |                  |                  |                  |                  |                  |                  |                  |